# فيل تورنر (لاعب كرة قدم)
فيل تورنر (بالإنجليزية: Phil Turner)‏ (20 فبراير 1927 في المملكة المتحدة - ) هو لاعب كرة قدم بريطاني في مركز مهاجم داخلي. لعب مع سكونثورب يونايتد ونادي كارلايل يونايتد ونادي تشستر سيتي وأكرينجتون ستانلي ‏ وWinsford United F.C. ‏ ونادي برادفورد بارك أفنيو.